# Чесавино
Чесавино — деревня в Устюженском районе Вологодской области.
Входит в состав Устюженского сельского поселения, с точки зрения административно-территориального деления — в Устюженский сельсовет.
Расположена на правом берегу реки Ворожа. Расстояние по автодороге до районного центра Устюжны — 13 км. Ближайшие населённые пункты — Устюжна, Аристово, Воронино, Ганьки, Михайловское, Романьково.
Население по данным переписи 2002 года — 42 человека (17 мужчин, 25 женщин). Преобладающая национальность — русские (98 %).